# Vitstrupig rödstjärt
Vitstrupig rödstjärt (Phoenicurus schisticeps) är en asiatisk tätting som numera placeras i familjen flugsnappare.

## Utseende
Vitstrupig rödstjärt är en 15 cm lång fågel som gör skäl för sitt namn där båda könen har en trekantig vit strupfläck, men även en arttypisk vit vingfläck. Övergumpen är rostfärgad men stjärten mörk. Hanen har ljusblå hjässa, svarta huvudsidor och rostbrunt bröst med blekare buk. Honan är brun med blekare undersida.

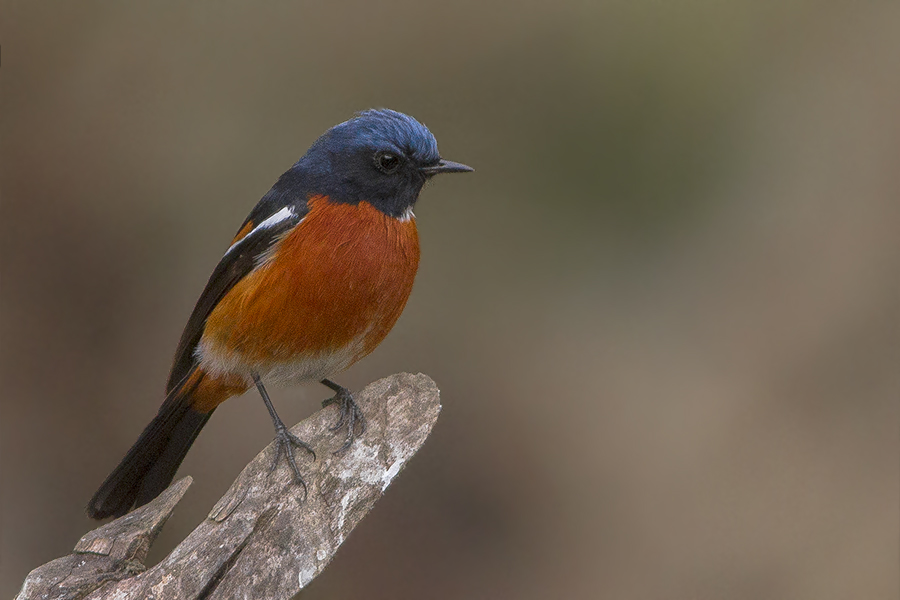
Hane vitstrupig rödstjärt i Sikkim, Indien.

## Utbredning och systematik
Vitstrupig rödstjärt häckar i centrala och östra Himalaya österut från västcentrala Nepal och centrala Kina: östra och sydöstra Qinghai, södra Gansu och sydvästra Shaanxi, söderut till södra och sydöstra Xizang och norra Yunnan. Den påträffas även i norra Myanmar, där dess status är oklar. Den behandlas som monotypisk, det vill säga att den inte delas in i några underarter.

### Släktestillhörighet
Vitstrupig rödstjärt placeras vanligtvis i släktet Phoenicurus. DNA-studier visar att de tre avvikande rödstjärtarna strömrödstjärt (Chaimarrornis leucocephalus) samt två arter i Rhyacornis är inbäddade i Phoenicurus. De flesta har därför expanderat släktet till att omfatta dessa tre arter. Vissa har dock valt att behålla dem i sina släkten och istället dela upp Phoenicurus i två delar, där vitstrupig rödstjärt och dess närmaste släktingar blåhätta, blåstrupig rödstjärt, altajrödstjärt och alashanrödstjärt lyfts ut till det egna släktet Adelura.

### Familjetillhörighet
Rödstjärtarna ansågs fram tills nyligen liksom bland andra stenskvättor, stentrastar och buskskvättor vara små trastar. DNA-studier visar dock att de är marklevande flugsnappare (Muscicapidae) och förs därför numera till den familjen.

## Levnadssätt
Vitstrupig rödstjärt förekommer i öppen skog, låg vegetation ovan trädgränsen och klippiga områden på 2285-3250 meters höjd, i Himalaya sommartid över 2700 meters höjd. Fågeln lever huvudsakligen av insekter, men också frön och bär, vintertid framför allt av havtorn och enbär. I Tibet häckar den mellan maj och augusti. Den bygger ett skålformat bo i ett trädhål, en klippskreva eller i ett hål i en jordbank, upp till två meter ovan mark. Däri lägger den tre ägg.

## Status och hot
Arten har ett stort utbredningsområde och en stor population med stabil utveckling och tros inte vara utsatt för något substantiellt hot. Utifrån dessa kriterier kategoriserar internationella naturvårdsunionen IUCN arten som livskraftig (LC). Världspopulationen har inte uppskattats men den beskrivs som fåtalig i Himalaya.